# Mantidactylus fimbriatus
Mantidactylus fimbriatus és una espècie de granota de la família dels mantèl·lids endèmica de Madagascar.
Viu als rius i als boscos tropicals i subtropicals humits.
Està en perill d'extinció per la pèrdua del seu hàbitat natural.